# لارسين توري
لارسين توري (بالفرنسية: Larsen Touré)‏ (مواليد 7 يوليو 1984 في بريست - فرنسا) لاعب كرة قدم فرنسي يلعب حاليا لصالح نادي الدرجة الأولى ليل الفرنسي منذ 2005 في مركز المهاجم .

## روابط خارجية
- لارسين توري على موقع الاتحاد الدولي (مؤرشف)  (الإنجليزية)
- لارسين توري على موقع رابطة كرة القدم الفرنسية للمحترفين (الإنجليزية)
- لارسين توري على موقع قاعدة بيانات كرة القدم.إي يو (الإنجليزية)
- لارسين توري على موقع ليكيب (الفرنسية)
- لارسين توري على موقع ناشيونال فوتبول تيمز (الإنجليزية)
- لارسين توري على موقع Soccerway.com (الإنجليزية)
- لارسين توري على موقع كووورة
- لارسين توري على موقع AS.com (الإسبانية)